# 大魔神
『大魔神』（だいまじん）は、1966年（昭和41年）に大映（現・KADOKAWA）が製作・公開した日本映画の特撮時代劇シリーズ三部作、またその劇中に登場する守護神の名称。

## 概要
『大魔神』、『大魔神怒る』（だいまじんいかる）、『大魔神逆襲』（だいまじんぎゃくしゅう）の3作とも1966年に大映京都撮影所で製作され、時代劇と特撮が巧みに融合された作品である。時代劇の本場であった同撮影所で『座頭市シリーズ』や『眠狂四郎シリーズ』などに腕を振るった安田公義をはじめとする時代劇専門のベテラン監督が起用されており、時代劇としても重厚なリアリティが保たれている。
各作品は独立したエピソードをもつが、日本の戦国時代にて悪人が陰謀を巡らせて民衆が虐げられると、穏やかな表情の石像だった大魔神が復活して動き出し、破壊的な力を発揮して悪人を倒すという舞台や展開を同じくする。
娯楽性を追求して結集させた作風と大魔神の独特の設定で『ガメラ』シリーズと並ぶ大映の特撮映画を代表する看板作品となり、後年の漫画やアニメではしばしばパロディの対象とされ、テレビCMに採用されることもあった。なお、大魔神の元となったのはプロットのみ存在する『ガメラ対宇宙氷人』（『ガメラ対バルゴン』の前身）に登場する「宇宙氷人」である。また、「妖怪シリーズ」などに登場してきた「吸血妖怪ダイモン」は大魔神の影響を強く受けており、橋本力も『妖怪大戦争』にてダイモン役を演じている。
日本国外では、 “MAJIN” というネーミングで知られている。

## 大魔神
1966年（昭和41年）4月17日公開。併映作は『大怪獣決闘 ガメラ対バルゴン』。大映京都撮影所作品。
京都と東京の撮影所を使い分け、同作との自社製作による特撮2本立てという興行スタイルは、円谷英二を擁した東宝すら実現できなかった、日本初のものであった。製作予算は企画副部長だった奥田久司によると1億円で、配収も1億円と大ヒットはしたものの、「結局トントンで、あれだけ苦労して利益なし」だったという。

### あらすじ
戦国時代、丹波の国の領主・花房家は、家老の大館左馬之助一派の下剋上によって幼い忠文・小笹兄妹の2人を残して滅ぼされ、領民たちは砦の建設のために苦役を強いられることになってしまった。花房の兄妹は忠臣・小源太の叔母で魔神の山の魔神阿羅羯磨（）を鎮める巫女の信夫の下に身を寄せ、お家再興の機をうかがう。月日は流れ、忠文と小笹はそれぞれたくましい若者と美しい娘に成長していた。一方、彼らの潜む魔神の山には巨大な武神像があり、領民たちから篤く信仰されていた。これを快しとしない左馬之助は、忠告に上がった信夫の「このまま領民たちを苦しめ続けたら魔神による神罰がある」という言葉を嘲笑い、「神罰があるなら見せてみよ」と信夫を斬り殺し、こともあろうに山中にある武神像の破壊を配下に命じた。小笹が捕まり、その眼前で武神像の額に深々と鏨（たがね）が打ち込まれた。すると、鏨の傷から赤々とした鮮血が滴り始めたのである。同時に起こった地震、地割れ（武神像の祟り）の中、左馬之助の手の者たちは次々に地割れに飲み込まれていく。
怒り鎮まらぬ武神は、忠文の命乞いに身を捧げようとした小笹の眼前で動き出し、穏やかな相貌を憤怒の相に変えるや、光の球となって砦の建設現場へと向かう。折しも砦では、花房家最後の望みである忠文と小源太の磔処刑が執行されようとしていた。絶望し、ただ神に祈るのみの領民、そして勝ち誇る左馬之助の前へ、妖しく曇った天空から一点の光が地上に落ち、突如それは巨大な魔神の姿となった。
魔神は砦を突き破り、城下へ侵入する。必死にこれを止めようとする城兵たちも次々に踏みつぶされ、瓦礫の下敷きとなっていく。花房家の残党により忠文と小源太は救出され、左馬之助も逃亡むなしく魔神に捕まった。魔神は額に打たれた鏨を引き抜くや、これを左馬之助の胸に深々と突き通す。しかし魔神の怒りはなおも鎮まらず、無辜（むこ）の領民までもが巻き添えに、魔神による破壊はついに城下全体に及ぶかに見えた。
そのとき、魔神の足元に小笹が駆け寄ってひざまずいた。小笹は自らの命と引き換えに、魔神に怒りを鎮めてくれるよう懇願し、涙を落とした。それを見た魔神は自らの顔を穏やかな武神に変え、やがて土塊（つちくれ）となって崩れ去り、風の中に消えていくのだった。

### キャスト
- 花房小笹：高田美和
- 花房忠文：青山良彦
- 花房忠文（少年時代）：二宮秀樹
- 猿丸小源太：藤巻潤
- 大舘左馬之助：五味龍太郎
- 花房忠清：島田竜三
- 犬上軍十郎：遠藤辰雄
- 梶浦有助：杉山昌三九
- 中馬逸平：伊達三郎
- 巫女の信夫：月宮於登女
- 竹坊：出口静宏
- 吾作：尾上栄五郎
- 小郡主水：伴勇太郎
- 原田孫十郎：黒木英男
- 悠乃：香山恵子
- 茂助：木村玄
暁新太郎
志賀明
森下昌子
吉川初美
大杉潤
勝村淳
森内一夫
雨宮旭
上原寛二
- 元木半蔵、大魔神：橋本力

### スタッフ
- 製作：永田雅一
- 企画：奥田久司
- 脚本：吉田哲郎
- 撮影：森田富士郎
- 録音：林土太郎
- 照明：美間博
- 美術：内藤昭
- 音楽：伊福部昭
- 編集：山田弘
- 特撮合成：田中貞造
- 擬斗：楠本栄一
- 音響効果：倉嶋暢
- 助監督：西沢鋭治
- 製作主任：田辺満
- 現像：東洋現像所
- 監督：安田公義
  - 特撮監督：黒田義之

#### スタッフ（ノンクレジット）
参照
- A班
  - 撮影：川勝宗一、数近雄治、原田国一
  - 照明：斎藤省三、長谷川克己、藤沢清、吉崎雅和、山口良雄
- B班
  - 撮影：木浦義明、竹内幹雄、大串昭三
  - 照明：山下礼二郎、高桑次信、桝井久宣、井上武、石原喜三、吉村博
- C班
  - 撮影：田中省三、梶谷俊男、横山宗教
- 録音：三田典明、近藤正一、長政広、村田幸雄
- 美術：加藤茂
- 編集：永富勲、茂木辰雄、貫名永太郎
- 絵合成：渡辺善夫
- スチール：小山田輝男

### 制作
本作の企画書が大映本社に提出されたのは、1965年（昭和40年）の11月1週目の第124回企画会議でのことで、大映京都撮影所所長だった鈴木炤成、企画副部長だった奥田久司により、チェコスロバキア映画の『巨人ゴーレム』（1936年、ジュリアン・デュヴィヴィエ監督）で描かれたゴーレム伝説に材を採り、大映京都撮影所の特撮技術を活用する旨となっている。企画時の題名は『大魔神現わる』。作中の小源太や左馬之助などの人名も、奥田によるものである。
大魔神の身長は、画面でのリアリズムを考え、黒田義之特撮監督らによって15尺（約4.5メートル）に決められて2体作られるとともに、着ぐるみも2体作られ、手足などの部分も必要に応じて製作された。黒田はのちに円谷プロダクションのテレビ作品に参加するが、彼によると、これは本作を観た同社社長の円谷一から声を掛けられてのことだという。
大映社長の永田雅一はこの興行を前に、「日本映画界は必ず復興する」との一文を当時の新聞紙上に寄せる意気込みを見せている。大魔神シリーズはブルーバック合成が非常に効果を上げているが、この1作目の製作に当たって永田は京都撮影所に、ヨウ素電球190個を菱形に並べた11メートル×4.6メートルの大規模なブルーバック用のライトスクリーンを購入している。交流電気ではライトに光ムラが出るため、このライトスクリーンの電源には撮影所で直流に変換した電流が使用され、万全の態勢で撮影が行われた。大映京都のベテラン撮影技師の森田富士郎によれば、当時の価格で約1,000万円という巨費を投じて輸入したこの機材は、大魔神シリーズ以外には同じく京都撮影所作品の『妖怪百物語』（1968年）など、「妖怪シリーズ」を除けばほとんど出番がなかったという。
1作目・2作目ともに本編と特撮両者にまたがってカメラを回した森田は、「本編と特撮両方を1人で撮らなければ空気層にリアリティが出ない」として、「1人で撮る」ことを条件に本作を引き受けた。森田は本作で撮影監督のポジションの重要性を訴え、これを務めている。森田は本作により、新人カメラマンを対象とする三浦賞を受賞した。大魔神シリーズは大規模なブルーバック合成が絶大な効果を上げているが、当時の合成画面の現像は合成素材のフィルム同士の調子を合わせるために2日寝かせて行わなくてはならず、現像所で合成画面が完成するまで20日かかるものだった。『大魔神』全3作に『酔いどれ博士』（三隅研次監督、勝新太郎主演）を挟んでの撮影を進める中、合成画面1カットの費用が当時の価格で30万円かかるため、その成果に対する心労や撮影スケジュール進行のストレスに、森田は「心臓がおかしくなった」と語っている。このため、『大魔神逆襲』は今井ひろしと連名で撮影を行っている。
大映は本作に先立ち、日米合作の航空特撮映画『あしやからの飛行』（マイケル・アンダーソン監督、1964年）を制作しているが、この際には青く塗装したホリゾント壁を使ってブルーバック合成が行われた。しかし、この手法では色ムラが出てしまうため、合成画面に苦心した。アメリカのスタッフは大映自前の東京現像所を信用せず、ブルーバック合成の現像はアメリカにフィルムを送って行うという状況だった。これを見た森田が、翌年の1965年（昭和40年）に玩具の戦車が大映京都撮影所正面入り口から出て来るというブルーバックのテストフィルムを独自に撮影すると、出来栄えが良かったために所内で評判となり、『大魔神』の企画のもととなったという。
三部作すべてで大魔神役スーツアクターを務めたのは、プロ野球選手出身の橋本力である。橋本を起用したのは黒田義之で、「主役はあんただから」と念を押したという。撮影は芋の粉やコルク屑、炭粉を使った粉塵が飛び交うものだったが、橋本はカメラが回っている間は、決して瞬きをしなかったという。それによって血走った眼が印象的な当たり役となり、『妖怪大戦争』でも吸血妖怪ダイモン役で血走った両眼を見せ、強い印象を残している。荒れてしまった目は、茶でしかきれいにすることができなかったという。森田も「あの人には頭が上がりません」と述べている。
作曲を担当した伊福部昭は、「魔神といっても神様ですから、神々しいイメージでいたところ、映像を見たら、青黒い顔に血走った目玉がギョロギョロ動いて睨みつけるというものだったので、さあこれはえらいことになったと、驚きながら作曲しました」と語っている。伊福部はこの魔神に三音階から成る非常に印象的なテーマ曲を与え、作品世界に重厚な奥行きを構築している。「魔神封じの神楽」には、『キングコング対ゴジラ』（1962年）でのファロ島の祈りの音楽を一部流用している。奥田久司によると、奥田をはじめ安田・三隅・森の3監督とも伊福部音楽の大ファンだという。
大映京都のスタッフは、長年築いた時代劇セットのノウハウをつぎ込み、見応えのある建物のミニチュアを制作した。これらは魔神の背丈に合わせ、フィルムの速度も2.5倍にされたうえ、瓦の各個の大きさまで1/2.5の縮尺で統一されているという徹底ぶりであった。崩れる城門は数十人で引っ張り、ブルドーザーも援用している。ラストシーンで崩壊する魔神のミニチュアは、高山良策の手によるものであるが想定通りには崩れず、かなりの試行錯誤が行われている。劇中最後の魔神のミニチュアの崩壊は、上方から圧縮空気を当てて行った。
砦のオープン・セットは、京都の沓掛にあった採石場に組まれた。2作目、3作目のオープンセットもこの沓掛の採石場が使われた。クランク・インは2月3日、クランク・アップは4月10日、テスト期間を入れれば3か月かけて撮影が行われた。

### 受賞
- 「日本撮影監督協会 三浦賞」（森田富士郎）

## 大魔神怒る
1966年8月13日公開。1作目が大ヒットしたため、お盆興行作品として製作された。併映作は『座頭市海を渡る』。監督は時代劇映画のベテラン三隅研次が担当している。撮入は5月で、3か月かけて撮影が行われた。製作費は1億円、興行収入もほぼ同額だった。
魔神は本作では水の魔神として描かれており、物語終盤で水の中から現れて神罰を下した後、水となって消えていく。魔神が湖面を割って出現するシーンの両側の滝の映像素材には鴨川の堤が使われ、出現のカットは窒素ガスの噴出で波立たせた。神の島のスタジオセットは縦22メートル×横40メートルという広大なもので、武神像の岩壁は鉄板2,000枚、丸太500本、トラック10数台分の伊豆から運んだ火山岩を用いて作られた破格のものだった。出現シーンは映画『十戒』（1958年）に、ラストシーンで湖に沈んだ鐘が鳴る場面はゲアハルト・ハウプトマンの『沈鐘』に、それぞれ着想を得たものである。
突風で瓦が飛ぶシーンの撮影では、「軽い素材を」と「京都の八つ橋」からの連想で、煎餅の「八つ橋」を瓦の形に焼いたものが使われた。

### あらすじ（怒る）
戦国時代、千草家とその分家にあたる名越家によって治められる平和な八雲の国は、隣国から攻め込んだ武将御子柴弾正によって滅ぼされる。お家再興と平和を望む千草領主・十郎たちは弾正の手を逃れ、湖に浮かぶ神の島にある武神像へ向かう。しかし、武神像の爆破を命じた弾正の爆薬によってついに武神像は粉々となった。名越領主の娘で十郎の許嫁・早百合は絶望し、武神の無事をただ祈る。弾正は捕らえた十郎らを処刑しようとし、手始めに早百合を火あぶりにしようとする。早百合が刑台に掛けられ点火されたその時、絶体絶命の早百合が流した涙に応えるように魔神は湖から怒りに燃えるその姿を現す。弾正たちは鉄砲や鉤爪のついた太綱、しまいには大量の爆薬で反撃するが、次々に追い詰められ配下は滅んだ。弾正は一人難を逃れようと湖に小舟で漕ぎ出すが、魔神はそれを許さず、その眼光は炎となって舟を燃え上がらせる。早百合を火あぶりにしようとした弾正は、自らが火あぶりとなった。すべてが終わった後、早百合の感謝と涙を見つめ、元の穏やかな表情に戻った魔神は水となって消えた。やがて、魔神が平和を祈るかのように湖の底から鐘の音がこだました。

### キャスト（怒る）
- 千草十郎時貞：本郷功次郎
- 早百合：藤村志保
- 度々平：丸井太郎
- 名越兵衛：内田朝雄
- 鬼子島玄蕃：北城寿太郎
- 荒井一角：藤山浩二
- 名越勝茂：上野山功一
- 御子柴弾正：神田隆
- 池長俊平：橋本力
- 田部隼人：平泉征
- 土肥嘉門：水原浩一
- 鐘撞き和助：寺島雄作
- 吾藤三郎太：高杉玄
- 太助：黒木英男
- とよ：三木本賀代
- くめ：橘公子
- 竜太：加賀爪清和
- しげ：小柳圭子
神戸瓢介
浜田雄史
松田剛武
伊東義高
岩田正
伴勇太郎
- 大魔神：橋本力

### スタッフ（怒る）
- 製作：永田雅一
- 企画：奥田久司
- 脚本：吉田哲郎
- 撮影：森田富士郎
  - 田中省三
- 録音：大角正夫
- 照明：美間博
  - 古谷賢次
- 美術：内藤昭
  - 加藤茂
- 音楽：伊福部昭
- 編集：菅沼完二
- 特殊合成：田中貞造
- 作画：渡辺善夫
- 擬斗：宮内昌平
- 音響効果：倉嶋暢
- 助監督：西沢鋭治
- 製作主任：今村喬
- 現像：東洋現像所
- 監督：三隅研次
  - 特撮監督：黒田義之

## 大魔神逆襲
1966年12月10日公開。シリーズ最終作は「女と男はつまらない。子供好きだから子供でやりたい」という森一生監督によって子供たちが主役に据えられ、少年の純真な信仰心が大魔神を動かす。
森監督は冬休み前での封切り公開について、冬休みが始まるころに上映をやめるという興行に納得できず、「なぜ子供に観せないのか」と本社に文句を入れたという。本作の製作費は1億円弱、興行では併映なしの2番館上映となり、配収も赤字で、奥田久司によれば「4作目の企画もあったが、これで一気に意欲が衰えた」という。
魔神は本作では雪の魔神として雪の中から現れ、最後には粉雪となって消えていく。雪から現れるシーンは、13時間を費やして撮られた。本作で初めて、魔神の使いとして大鷹が登場する。この鷹は関西の鷹匠の橋本忠造の所有していた2羽を使い、1か月断食させて演技を着けやすくしてから撮影した。また、魔神が腰に帯びた宝剣を初めて抜いた作品でもある。ラストで雪と化す魔神は、ソフトクリームの原料の粉を用いた。渡辺善夫による作画合成では、画面を絵で実写を挟む3面合成という高度な技法が使われている。
雪山のロケは立山で行われたが、撮影済みのフィルムの2000フィートに現像時のミスで傷が付いてしまい、急遽再度のロケを行っている。枯れ木の並ぶ山中のロケは、大台ケ原で行われた。
本作は、社団法人・映画輸出振興協会による輸出映画産業振興金融措置の融資を受け、製作された映画でもある。

### あらすじ（逆襲）
戦国時代、瓜生の里の武将・荒川飛騨守は近隣諸国の制覇を目指し、火薬製造を思い立つ。近隣の木こりを捕らえて地獄谷へ連行し、硫黄の採集と火薬の製造の強制労働を科す。火薬工房から何とか逃げ出した村人・三平の口から父兄が捕まったことを知った村の子供「大作」「金太」「鶴吉」と、鶴吉の弟の「杉松」の4人は、恐ろしい祟りをなすという魔神の山を越え、地獄谷へ向かう。
魔神の山へ分け入ってほどなく、大きな鷹が鶴吉らの上空に現れる。大鷹は魔神の使いだとされ、魔神の山の頂上には「武神像」と呼ばれている巨大な像があった。ところが、武神像を越えてまもなく、鶴吉たちは逃げた三平を捕まえるための飛騨守の使いに出くわしてしまい、村人たちを助けようする計画も露見し、追われる身となる。やっとの思いで魔神の山を視界に得た鶴吉一行のうち、金太は杉松を助けようとして川に流され、大作と杉松も雪山の吹雪で倒れてしまう。鶴吉は目を覚まさない大作と杉松を揺さぶるが、3人組の使いに見つかってしまう。
最期を覚悟する鶴吉を大鷹が助けて使いを倒すが、火縄銃で胸を撃たれて力尽きてしまった。その直後、武神像から血が流れ出す。鶴吉は、武神像に天候の回復と大作と杉松の蘇生を願い、その代償に自分の命を投げ出すことを誓って谷間へ身を投げた。すると、武神像は突然動き出し、魔神へ変貌する。魔神はその手で鶴吉と、大作、杉松、大鷹の命を救うと、飛騨守へ向かう。魔神は抵抗する城兵をことごとく打ち倒して宝剣を抜き、飛騨守を捕らえてその胸を貫く。すべてが終わった後、魔神は吹雪となって消えていくのだった。

### キャスト（逆襲）
- 鶴吉：二宮秀樹
- 大作：堀井晋次
- 金太：飯塚真英
- 杉松：長友宗之
- 庄八：山下洵一郎
- 三平：仲村隆
- 荒川飛騨守：安部徹
- 松永大膳：名和宏
- かね：北林谷栄
- 黒木東馬：守田学
- 吉兵衛：早川雄三
- 矢田：堀北幸夫
- 吾十：石原須磨男
- 嘉右ヱ門：南部彰三
玉置一恵
浜田雄史
藪内武司
芝田総二
伴勇太郎
森内一夫
上原寛二
伊藤義高
小南明
菊野昌代士
戸村昌子
- 大魔神：橋本力

### スタッフ（逆襲）
- 製作：永田雅一
- 企画：奥田久司
- 脚本：吉田哲郎
- 撮影：今井ひろし、森田富士郎
- 録音：大谷巖
- 照明：伊藤貞一、美間博
- 美術：西岡善信、加藤茂
- 音楽：伊福部昭
- 編集：谷口登司夫
- 特撮合成：田中貞造
- 作画：渡辺善夫
- 擬斗：楠本栄一
- 音響効果：倉嶋暢
- 助監督：大洲斉
- 製作主任：小沢宏
- 現像：東洋現像所
- 監督：森一生
- 特撮監督：黒田義之

## キャラクターとしての大魔神

### 名称・造形

大魔神の造形のモデルとされる国宝『埴輪 挂甲武人』（東京国立博物館所蔵）

神としての正式な名前は阿羅羯磨（あらかつま）と設定されている。造形のモデルとなったのは、古墳時代後期（6世紀）の人物形象埴輪で国宝に指定されている『埴輪 挂甲武人』といわれ、当時の小札甲と衝角付冑に似た甲冑に身を固めている。なお大魔神の冑の頬当（ほおあて）の上に伸びた脇立（わきだて）状の2本の突起は『埴輪 挂甲武人』には無いが、同時代の武人埴輪にいくつか見られるものである。
普段は柔和な表情をしているが、ひとたび怒ると憤怒の表情に変わる。このとき腕で顔を拭うような仕草（左腕で顔を下から隠してそのまま腕を上へ動かす、あるいは両腕を顔の前で交差させてからバンザイのような位置に腕をもっていく）をするのが特徴である。
攻撃は主に右手から繰り出されるパンチと腰につけている鋼鉄の剣を用いる（『妖怪大戦争 ガーディアンズ』では、伸縮し火炎を纏う剣になっている）。そのパンチ力は強力で、城門や櫓など全て一撃で全壊させることが出来る。蹴り技は使われない（塀は脚で撥ね退けるだけで壊せる）。パンチや剣による直接的な攻撃の他、手刀から繰り出す風圧で燃え盛る火を一瞬で鎮火させる、水中に潜航した状態で激しい水流を発生させて敵の舟を転覆させる、火の玉を放って相手を焼き払う、雷雨を発生させ敵軍を混乱させるなど、多彩な遠隔攻撃の能力を持っている。資料によっては、手足から火炎放射を発し、兜から放電し、超能力を持ち、万能レーダー眼とコンピュータの10倍の頭脳を持つとされる。
また白い光となって高速飛行する能力を持っており、1作目では山中で武神像から憤怒状態になった後、空を飛んで城内に直接降下し、戦闘に入っている。戦闘が終了すると武神像に戻り、忽然と風化して消滅する。
なお、身長・体重設定は資料によってバラバラであり（下表参照）、これについて『空想科学読本3』では「なぜ同じケイブンシャの図鑑同士でも身長だけで3倍も数値が違うのか？」とツッコミが入れられていた。
| 資料名             | 出版社       | 身長                | 体重       |
| ------------------ | ------------ | ------------------- | ---------- |
| 『ガメラ画報』     | 竹書房       | およそ15尺（4.5 m） | （未記載） |
| 『世界怪獣大全集』 | 朝日ソノラマ | 6 m                 | 250 t      |
| 『世界の怪獣百科』 | ケイブンシャ | 5 m                 | 6 t        |
| 『怪獣怪人大図鑑』 | ケイブンシャ | 15 m                | 50 t       |

大魔神の造形は、『ウルトラQ』『ウルトラマン』の怪獣造形を担当した高山良策が手がけている。1作目で高山は京都に出張し、武人埴輪に着想を得て、15尺（4.5メートル）の実物大の魔神、人間を掴むシーンのための実物大の魔神の腕、実物大の脚、人間の入るぬいぐるみ、ラストシーンで崩壊する魔神のミニチュアを製作している。高山は併映の『大怪獣決闘 ガメラ対バルゴン』でも、バルゴンのぬいぐるみとギニョールの造形を担当しているが、本作で京都出張して多忙だったため、そちらの仕上げはエキスプロダクションが行っている。2作目、3作目の大魔神は、高山の造形物を参考にした村瀬継蔵らエキスプロにより、より軽量なものが製作されている。
実物大の魔神は、製作費500万円（当時）と3か月の日数をかけて製作された。当初、大魔神の目は電球仕掛けで発注され、高山も作り物の目を仕込んだ頭を制作している。この頭は大き過ぎたのと、役者の目を活かそうとの黒田監督らの意見で没となり、より小さく役者の顔に合わせたものが作り直されている。

### 現存する大魔神像
1966年当時の撮影に使用された高さ約4.5メートルの実物大魔神像は大映京都撮影所に保管され、ステージ入り口に立っていたが、1986年に大阪府門真市にあるガレージキット・フィギュアメーカーの海洋堂が100万円で引き取り、同社の本社正面玄関の上に保管された。ベルトのバックルが欠落していたので、当時は同社の原型師であった原詠人によって新たに再現造型されたうえ、造形に使用したラテックスが硬化して剥がれ落ちる状態だったため、全身をシリコン樹脂でコーティングされた。
なお、この大魔神に関しては、1トン近い重量物にもかかわらず1986年に置いてあった場所からずれていた、1991年ごろの深夜にホビー館内部を巨大なものが歩いているような足音がした、といった逸話がある。
この実物大魔神像とは別に、映画イベント用に製作された高さ5メートルの大魔神像が存在し、1999年以来、製作会社の倉庫に眠っていたが、2013年3月14日、大映通り商店街（京都市右京区太秦）のスーパーにっさんクオレ太秦店（現・にっさん太秦店）の前に設置され、「キネマのまち・太秦」のシンボルになっている。

## 漫画化
大魔神
1967年（昭和42年）、映画公開から1年半後に漫画雑誌『少年現代』（現代芸術社）の8月創刊号に前篇50頁（扉絵はカラー）、9月第2号に後篇48頁が掲載された。漫画：岸本修、原作：吉田哲郎、映画本編に忠実な内容となっている。
1984年（昭和59年）に永島書店から出版された大魔神の漫画もある。
大魔神怒る
1966年（昭和41年）には漫画化もされた。
大魔神逆襲
『少年ブック』（集英社）の1967年正月増刊号付録として発行された。ほかに『大怪獣決闘 ガメラ対バルゴン』と『大巨獣ガッパ』の漫画も併載された。
この頃、『少年キング』（少年画報社）は『大魔神逆襲』を漫画化した別の作品を出版した。

## リメイク企画
TBSの橋本洋二プロデューサーの企画で、湯浅憲明監督、脚本家の佐々木守との三者でテレビシリーズ化が検討された。佐々木はかなり乗り気だったが、テレビの予算の問題に加えて『大魔神』はストーリーのパターンが限られており、毎回新味を見せるのは作劇的に無理との理由で流れている。企画の時期は湯浅監督によると、『おくさまは18歳』（1970年 - 1971年）の「だいぶ前」だという。
1980年代と1990年代には、当時徳間書店傘下の大映映画株式会社で再映画化が企画されたこともあり、1980年代前半には本多猪四郎へ大魔神計画の打診があり本多自身も興味を示していたとされる他、1990年代初頭には香港の映画会社であるゴールデン・ハーベストがケビン・コスナー主演で制作を進めていたともされている。1991年後半の企画時には、ストーリーの一般公募も行われたが、大魔神よりもガメラの人気が高いことが判明し、企画が平成ガメラシリーズにシフトした結果、企画はいったん頓挫した。その後も大映では企画が持ち上がり、1998年頃にはハリウッド俳優のスティーブン・セガールを主演に迎え、東宝配給で公開する企画が存在したという。後に筒井康隆が執筆した戯曲シナリオのみが2000年に『SF Japan』2000年秋季号に掲載されて公開、2001年に単行本として出版された。その他に大友克洋も脚本を執筆していた。
2000年代には大映の映画事業を継承した角川映画が改めて再映画化を企画し、2002年11月13日には黒井和男が『ゴジラ vs ガメラ』と大魔神のリメイクの制作を検討していることを発表し、2003年1月30日に『妖怪大戦争』とともに再映画化の準備中であることを発表した。三池崇史を監督に迎え、2008年公開予定で現代を舞台としたアクション映画として準備を進めていたが、再び企画がいったん凍結した後、2010年には角川映画を含む「大魔神カノン製作委員会」が、テレビシリーズ『大魔神カノン』を製作・放送している。なお、上記のテレビシリーズ化の企画と同様に、『大魔神カノン』においても当初は湯浅憲明と佐々木守が起用される予定であった。
その後、2021年公開の作品『妖怪大戦争 ガーディアンズ』でリデザインされた大魔神が登場した。三池崇史によると大魔神の復活には足枷が存在しており、現代を舞台とすると大魔神を巨大化させる必要があったり、大魔神に合わせたサイズの建物などの道具類を用意したりすることが予算の都合上で困難であるとしている。
なお、1988年には甲藤プロダクション（甲藤雅彦監督）による自主映画の『大魔神復活』が制作されている。

## 映像ソフト化
1981年頃、大映株式会社映像事業部から第1作『大魔神』のビデオが全長版が4万5000円で、60分に短縮されたものが3万5000円で、30分に短縮されたものが9300円で発売されていた。1983年頃には3作のビデオが各巻2万8000円で発売された後、シネスコ版で再発売された。
1984年にはレーザーディスクで『大魔神』『大魔神怒る』が発売され、1990年にはレーザーディスクで三作セットのLD-BOXの大魔神全集がパイオニアLDCより発売された。
2001年12月5日、DVD-BOX『大魔神封印函 魔神降臨』が徳間ジャパンコミュニケーションより税別1万5000円で発売され、3作それぞれの単品DVDも同日に発売された。その後、2007年10月、2010年7月にも単品で発売されている（2010年発売版は、下記のBDと同一のマスターを使用している）。
2009年6月発売の『大魔神ブルーレイBOX』に収録されており、単品版BDも3作それぞれ同時に発売された。単品版には特典ディスクも同梱されている。
2021年9月24日、Blu-ray BOX『大魔神封印函 4Kデジタル修復版』がKADOKAWAより発売された。これまでの各3作の特典ディスクとは別に封印函特典ディスクも加わった7枚組となっている。また、『大魔神怒る』の撮影台本と画コンテ台本も同梱されている。

## テレビCMへの出演
トヨタ「スターレット」
トヨタの乗用車「スターレットEP71」の映像に、大魔神の映像が挿入された。1988年頃に放送。
サントリー「アイスジン」
1995年に森高千里と共演した。CM内でウーロン茶とジンを混合したものを「大魔GIN」としていた。
エースコック「大盛りいか焼きそば」
1998年に放送。イカが入っていないと大魔神が怒る内容で、柴田秀勝が声を担当している。大魔神ドリンクホルダーが3,000名に当たるプレゼントキャンペーンも同時に開催されていた。

## その他の起用
2015年春に発生した寺社連続油被害事件の被害拡大を阻止するため、奈良県・奈良県教育委員会・奈良県警察が、地域での防犯を呼びかけるポスターに大魔神を採用した。